# Bizonnes
Bizonnes là một xã thuộc tỉnh Isère, vùng Rhône-Alpes đông nam nước Pháp. Xã này nằm ở khu vực có độ cao trung bình 630 mét trên mực nước biển.
Bizonnes có cự ly 20 dặm Anh so với Bourgoin-Jallieu và 18 km so với Voiron.